# Rhipidolestes bastiaani
Rhipidolestes bastiaani – gatunek ważki z rodziny Rhipidolestidae.